# Gerrit-Krol-Brücke
Die Gerrit-Krol-Brücke (niederländisch Gerrit Krol-brug) ist eine zweispurige Straßenbrücke über den Van Starkenborghkanaal im Nordosten der Stadt Groningen in den Niederlanden. Die drehbare Pontonbrücke wurde 1936 errichtet und verbindet den Korreweg mit dem Ulgersmaweg. Benannt ist sie nach dem in Groningen geborenen Schriftsteller Gerrit Krol.

## Geschichte

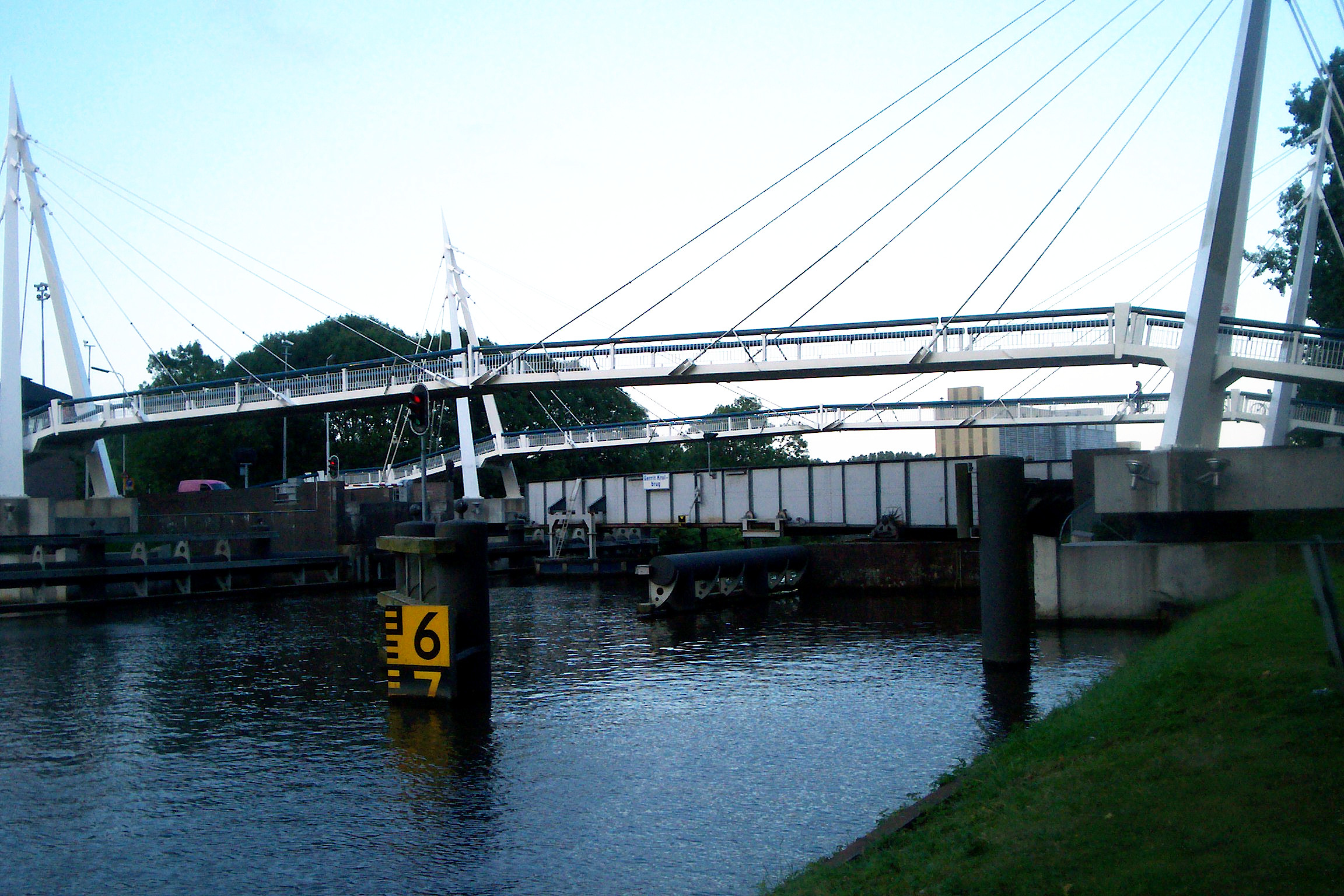
Die 1993 errichteten Schrägseilbrücken für den Fahrradverkehr, 2006

Die Brücke wurde 1936 im Zuge des Baus des Van Starkenborghkanaal errichtet. Aufgrund ihrer Lage am nördlichen Ende des Korreweg wurde sie ursprünglich als Korrebrug oder Korrewegbrug bezeichnet. Zu Ehren des in der Straße wohnhaften Schriftstellers Gerrit Krol (1934–2013) benannte man sie 2005 in Gerrit Krol-brug um. Da die zweispurige Brücke keinen ausreichenden Platz für Fußgänger und Radfahrer bot, wurden 1993 in unmittelbarer Nachbarschaft zwei zusätzliche Schrägseilbrücken errichtet. Um die geringe Durchfahrtsbreite für den Schiffsverkehr von nur knapp 22 Metern auf 54 Meter zu verbreitern, begannen in den 2000er-Jahren Planungen für einen Neubau des Brückenensembles, die aber noch nicht abgeschlossen sind (Stand 2021).

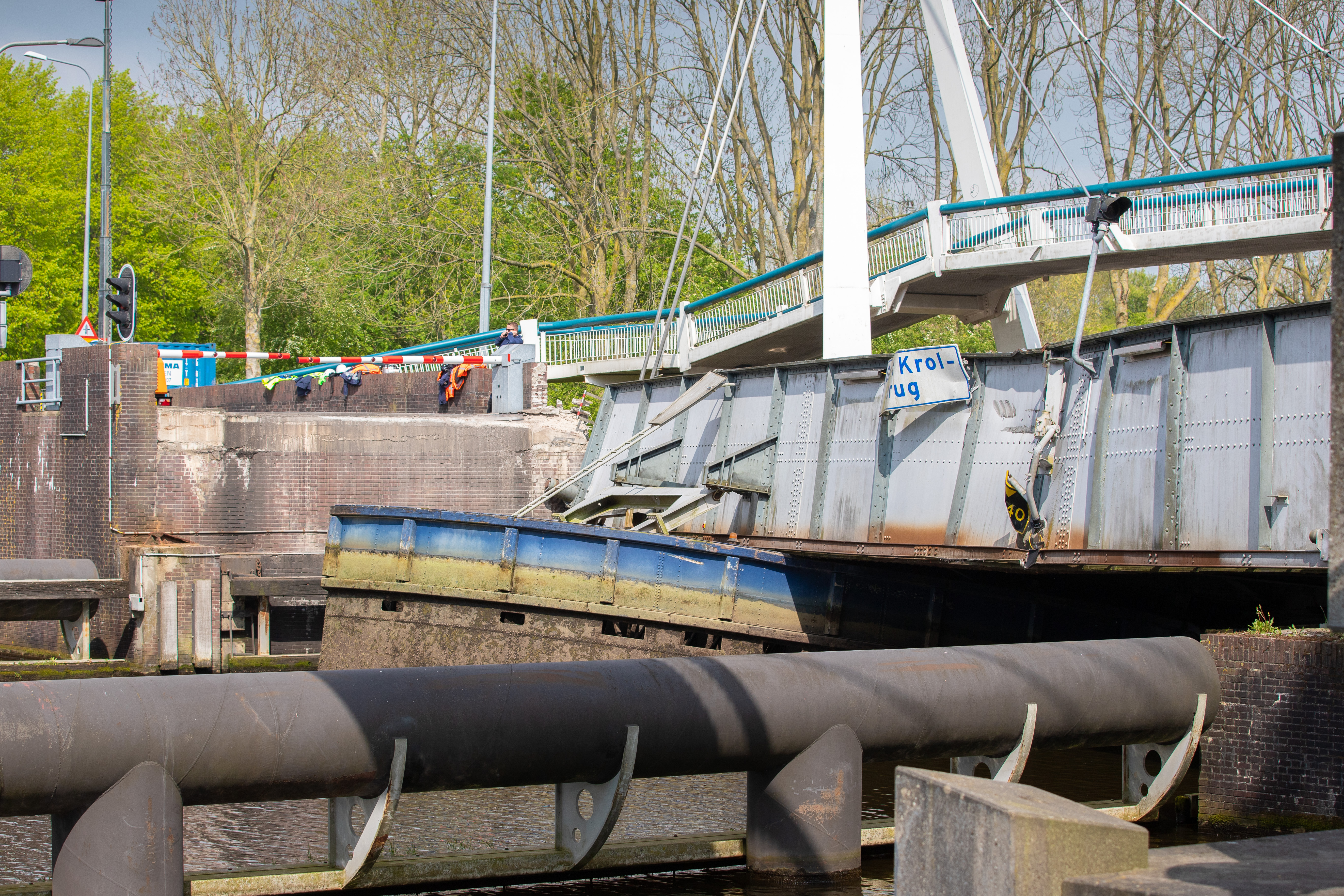
Der beschädigte und verschobene Brückenträger am 15. Mai 2021, Blick auf das nördliche Widerlager

Im Mai 2021 kollidierte ein Tankschiff mit dem beweglichen Brückenteil im geschlossenen Zustand. Dabei wurden der Brückenträger und der Schwimmkörper auf der Nordseite sowie die Widerlager stark beschädigt.

## Beschreibung
Die Pontonbrücke besteht aus einem etwa 36 Meter lagen und 8 Meter breiten beweglichen Brückenträger aus Vollwandträgern, der am Südende drehbar und am Nordende auf einem Schwimmkörper fest gelagert ist. Unterhalb des Trägers ist auf einem Schienensystem ein bewegliches Gewicht angebracht, womit der Schwerpunkt des Trägers so verlagert werden kann, dass sich der Schwimmkörper hebt oder senkt. Im gehobenen Zustand kann der Brückenträger parallel zum Südufer des Kanals geschwenkt werden. Im geschlossenen Zustand der Brücke wird der Schwimmkörper abgesenkt und der Brückenträger liegt auf dem Widerlager auf. Die Durchfahrtsbreite für den Schiffsverkehr beträgt 21,8 Meter.